# Sancheville
Sancheville é uma comuna francesa na região administrativa do Centro, no departamento Eure-et-Loir. Estende-se por uma área de 21,57 km². Em 2010 a comuna tinha 792 habitantes (densidade: 36,7 hab./km²).